# Zygosaccharomyces rouxii
Zygosaccharomyces rouxii är en svampart som först beskrevs av Boutroux, och fick sitt nu gällande namn av Yarrow 1977. Zygosaccharomyces rouxii ingår i släktet Zygosaccharomyces och familjen Saccharomycetaceae.   Inga underarter finns listade i Catalogue of Life.